# Johan George van Saksen (1704-1774)

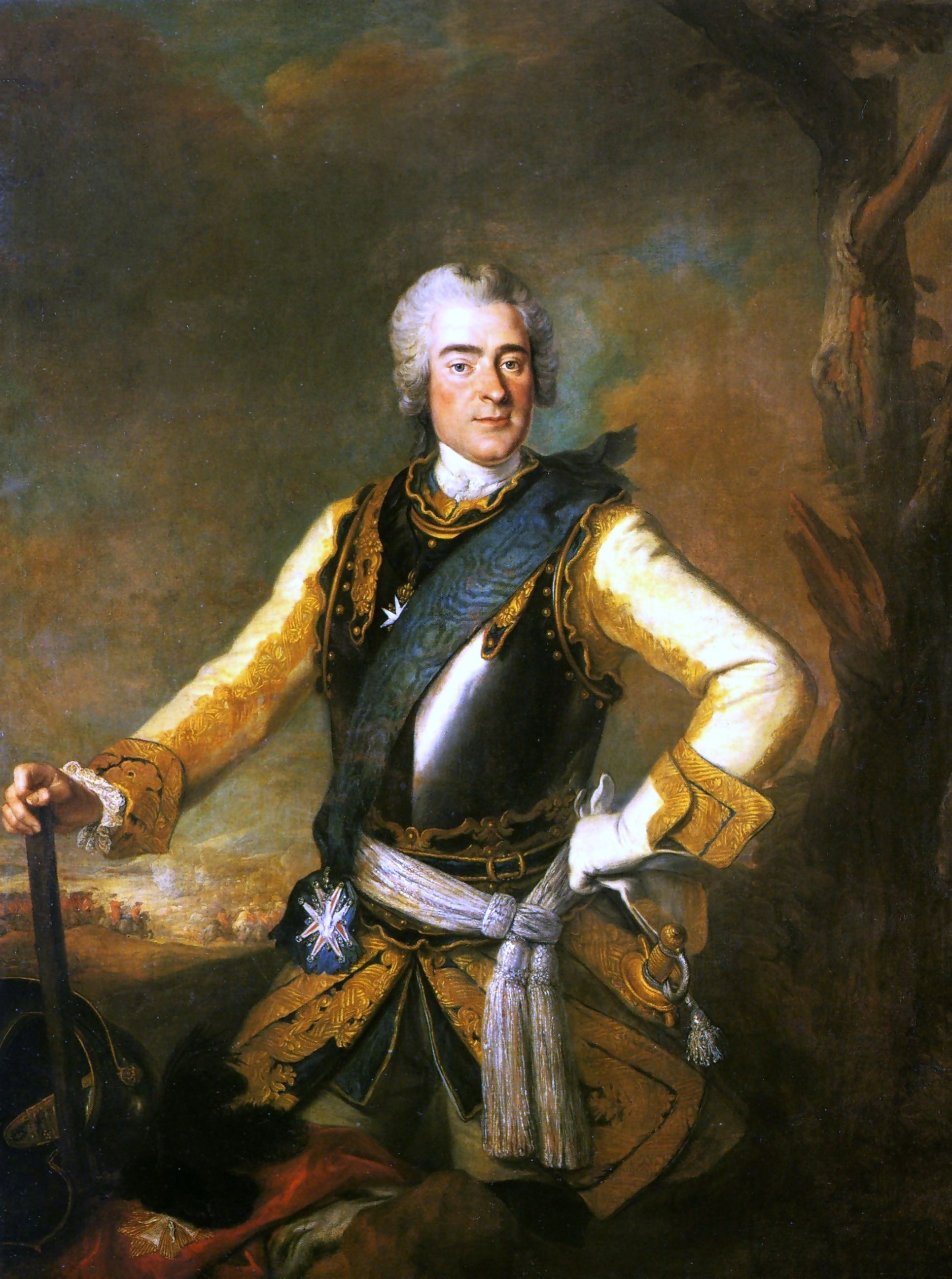
Johann Georg van Saksen

Johann Georg van Saksen (Dresden, 21 augustus 1704 - aldaar, 25 februari 1774) was een generaal in het Saksische leger en was gouverneur van Dresden.

## Biografie
Johann Georg van Saksen werd geboren als een onwettige zoon van koning August II van Polen en zijn maîtresse Katharina von Altenbockum. Nadat zijn vader hem erkende als zoon werd hij beleend met de titel: Chevalier de Saxe  (Ridder van Saksen). Aanvankelijk koos Johann Georg van Saksen voor een spirituele carrière en werd hij lid van de Orde van Malta. Door de erkenning van zijn vader kon hij echter ook carrière maken in het Saksische leger. Hij maakte als eerste zijn opwachting als cavaleriecommandant tijdens de Eerste Silezische Oorlog.
Johan Georg van Saksen was een van de Saksische legeraanvoers tijdens de Zevenjarige Oorlog (1756-1763). Tijdens de Slag bij Lobositz, moest hij aan de kant van de Oostenrijkers capituleren. In 1763 werd hij tot veldmaarschalk benoemd. Een jaar later verkreeg Johann Georg van Saksen buiten de stad Dresden zijn eigen privépaleis. Onder zijn supervisie werd de tuin om het paleis in rococo-stijl ingericht, dit is tegenwoordig het Blüherpark. In 1770 ging hij met pensioen om optimaal te kunnen genieten van zijn leven. Vier jaar later overleed hij in Dresden. Hij ligt begraven in het Alter Katholischer Friedhof in Dresden.